# Piccolo Coro dell’Antoniano
Il Piccolo Coro dell’Antoniano (dt. Der kleine Chor des Antoniano) ist ein international bekannter Italienischer Kinderchor aus Bologna (Italien), der unter anderem die jungen Interpreten des Kinder-Songfestivals Zecchino d’Oro unterstützt. Die Kinder sind in der Regel im Alter zwischen vier und elf Jahren und tragen Kinderlieder vor, die den Frieden und die Liebe fördern. Von den anfänglich fünf Mitgliedern umfasst der einst kleine Chor heutzutage um die 60 Mitglieder.

## Entwicklung und Aktivitäten
Der Chor wurde im Jahr 1963 von Mariele Ventre am Institut Antoniano dei Frati Minori, einer von Franziskaner-Minoriten gegründeten gemeinnützigen Organisation, zu dem Zweck gegründet, den Zecchino d’Oro gesanglich zu unterstützen.
Da sich die Kinder, die zwischen 1959 und 1962 am Songfestival des Zecchino d’Oro teilnahmen, beim Antoniano wie zuhause fühlten und darauf beharrten, weiter singen zu dürfen, wurde 1963 der kleine Chor offiziell gegründet und hat seitdem eine große Schar Kinder aufgenommen.
Kinder, die nicht mehr der Altersgruppe (ca. vier bis elf Jahre; Ausnahmen nicht ausgeschlossen) des Piccolo Coro entsprechen, können sich dem eigens zu diesem Zweck 1989 gegründeten Jugendchor Le Verdi Note dell’Antoniano anschließen.

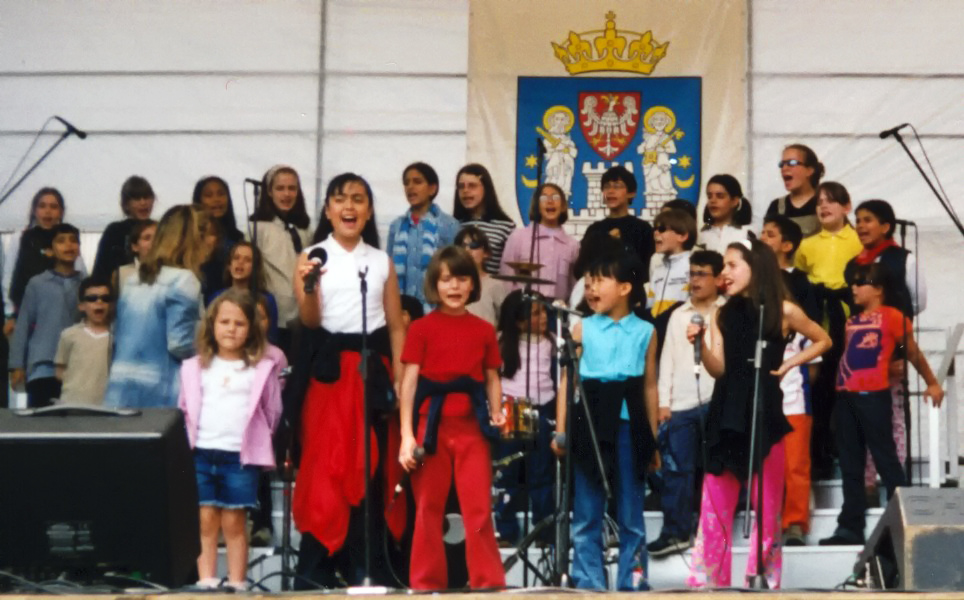
Der Coro während eines Konzerts 2001 in Poznań, Polen

### Piccolo Coro “Mariele Ventre” dell’Antoniano
Nach dem Tode von Mariele Ventre im Jahre 1995 wurde der Kinderchor umgetauft und trägt seitdem ihr zu Ehren offiziell den Namen Piccolo Coro “Mariele Ventre” dell’Antoniano.
Von 1995 an bis heute wird der Kinderchor von Sabrina Simoni dirigiert unter der künstlerischen Mitwirkung von Antonella Tosti und der Organisation von Daniela Giuliani.
Seit seiner Gründung bis heute hat der Chor über 1000 Musikstücke aufgenommen. Neben der jährlichen Veranstaltung des Zecchino d’Oro wird der Chor auch oftmals zu Fernsehsendungen eingeladen und hat an diversen Produktionen mitgewirkt.

### UNICEF-Botschafter des guten Willens
Im Jahre 2003 wurde der Piccolo Coro „Mariele Ventre“ dell’Antoniano zum „UNICEF-Botschafter des guten Willens“ ernannt,

„denn durch die kommunikative Kraft und der universellen Sprache der Musik sowie des von Kindern interpretierten Gesangs kann eine Botschaft des Friedens und der Hoffnung an alle Gleichaltrigen ohne Ansehen von Nationalität, Religion, Geschlecht, Sprache und Rasse übermittelt werden.“

## Diskografie

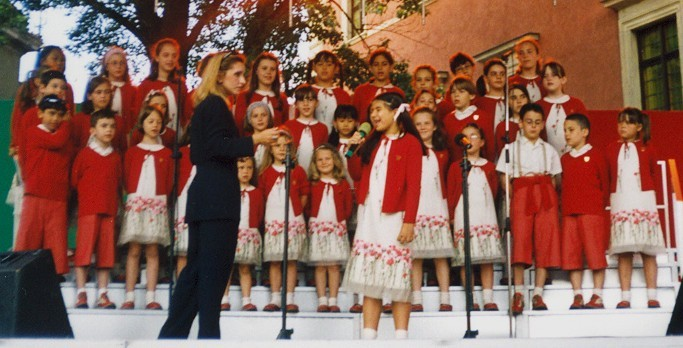
Der Coro während eines Konzerts 2001 in Warschau, Polen

Von den über 1000 Musikstücken des Piccolo Coro “Mariele Ventre” dell’Antoniano gibt eine Menge Alben bzw. Lieder, die generationenübergreifend bekannt sind. Im Zuge der Entwicklung der digitalen Medien sind im Jahre 2010 neue MP3-Kollektionen bei deutschsprachigen Internet-Handelsplattformen zum Download veröffentlicht worden.

### Neue MP3-Kollektionen 2010
- Il favoloso mondo dell’Antoniano – Facciamo festa (2010)
- Il favoloso mondo dell’Antoniano – Giramondo (2010)
- Il favoloso mondo dell’Antoniano – La favolosa banda (2010)
- Il favoloso mondo dell’Antoniano – Tutti a tavola (2010)
- Il favoloso mondo dell’Antoniano – Uno zoo che canta (2010)
- Impariamo cantando con lo Zecchino d’Oro – La geografia (2010)
- Impariamo cantando con lo Zecchino d’Oro – La musica (2010)
- Impariamo cantando con lo Zecchino d’Oro – La storia (2010)
- Impariamo cantando con lo Zecchino d’Oro – Le parole (2010)
- Impariamo cantando con lo Zecchino d’Oro – L’ecologia (2010)

### Alben
- 1964: Alla mia mamma
- 1965: È Natale
- 1967: Calendario del bambino
- 1967: Corrierino musicale
- 1967: La festa dei distintivi ’67
- 1968: Natale con voi
- 1969: È tanto facile
- 1969: La festa dei distintivi ’68
- 1970: Caro Gesù bambino
- 1970: Cara mamma, caro papà
- 1971: Il Piccolo Coro nel Far West
- 1971: Viva Natale
- 1972: Il Piccolo Coro dell’Antoniano a Disneyland
- 1973: Canta con noi
- 1973: Girovagando nel tradizionela folklore italiano
- 1973: Il cantaesopo
- 1974: Il Piccolo Coro dell’Antoniano a Disneyland 2
- 1975: Discoteca dei piccoli tre: La tartaruga
- 1978: Lettera di Natale
- 1979: Le canzoni più più più dello Zecchino d’Oro
- 1979: Concerto per Papa Wojtyla
- 1981: Buon Natale Babbo Natale
- 1981: I re magi
- 1981: Con San Francesco
- 1983: Buon Natale
- 1983: Fivelandia 1
- 1984: Bim bum bam
- 1984: Fivelandia 2
- 1985: Bim bum bam 2
- 1985: Fivelandia 3
- 1987: Quelli dello Zecchino
- 1987: Concerto in Polonia 1
- 1988: Concerto di Primavera
- 1989: Concerto in Polonia 2
- 1990: Le canzoni del Babyzoo
- 1990: Concerti in Polonia
- 1991: Missa Antoniana
- 1991: Concerto in Polonia 3
- 1992: Viva l’Italiano
- 1993: Natale nel mondo
- 1994: Canzoni di Primavera
- 1995: Pavarotti and Friends
- 1995: La mamma colorata
- 1999: Omaggio a Mariele
- 1999: Le 14 più belle canzoni dedicate al Natale
- 2000: Le 16 più belle canzoni dedicate agli animali
- 2001: 0–4
- 2002: Le più belle canzoni dedicate alla mamma
- 2003: Ninnananne dedicate ai bambini
- 2004: Canti di Natale
- 2005: In vacanza con lo Zecchino d’Oro
- 2006: Le più belle canzoni sul Natale
- 2008: Canzoni di Natale
- 2009: Non basta un sorriso
- 2017: Il meglio dello zecchino d'oro (IT: ×2Doppelplatin )[4]

### Singles (Auswahl)
- 1964: Il pulcino ballerino (IT: Gold (2021) )
- 1968: Quarantaquattro gatti (IT: Gold (2024) )
- 1969: Volevo un gatto nero (IT: Gold (2023) )
- 1971: Il caffè della Peppina (IT: Gold (2024) )
- 1993: Il coccodrillo come fa? (IT: Platin (2023) )
- 1996: Dagli una spinta (IT: Gold (2024) )
- 2005: Il Torero camomillo (IT: Gold (2022) )
- 2005: Il Valzer del Moscerino (IT: Gold (2022) )
- 2005: Popoff (IT: Gold (2023) )